# Quilpué
Quilpué è un comune del Cile della provincia di Marga Marga nella Regione di Valparaíso. Al censimento del 2002 possedeva una popolazione di 128.578 abitanti. Forma parte della conurbazione della Gran Valparaíso.

## Società

### Evoluzione demografica
| Censimento del 1992 | Censimento del 2002 |
| 104.203 ab.         | 128.578 ab.         |

## Galleria d'immagini

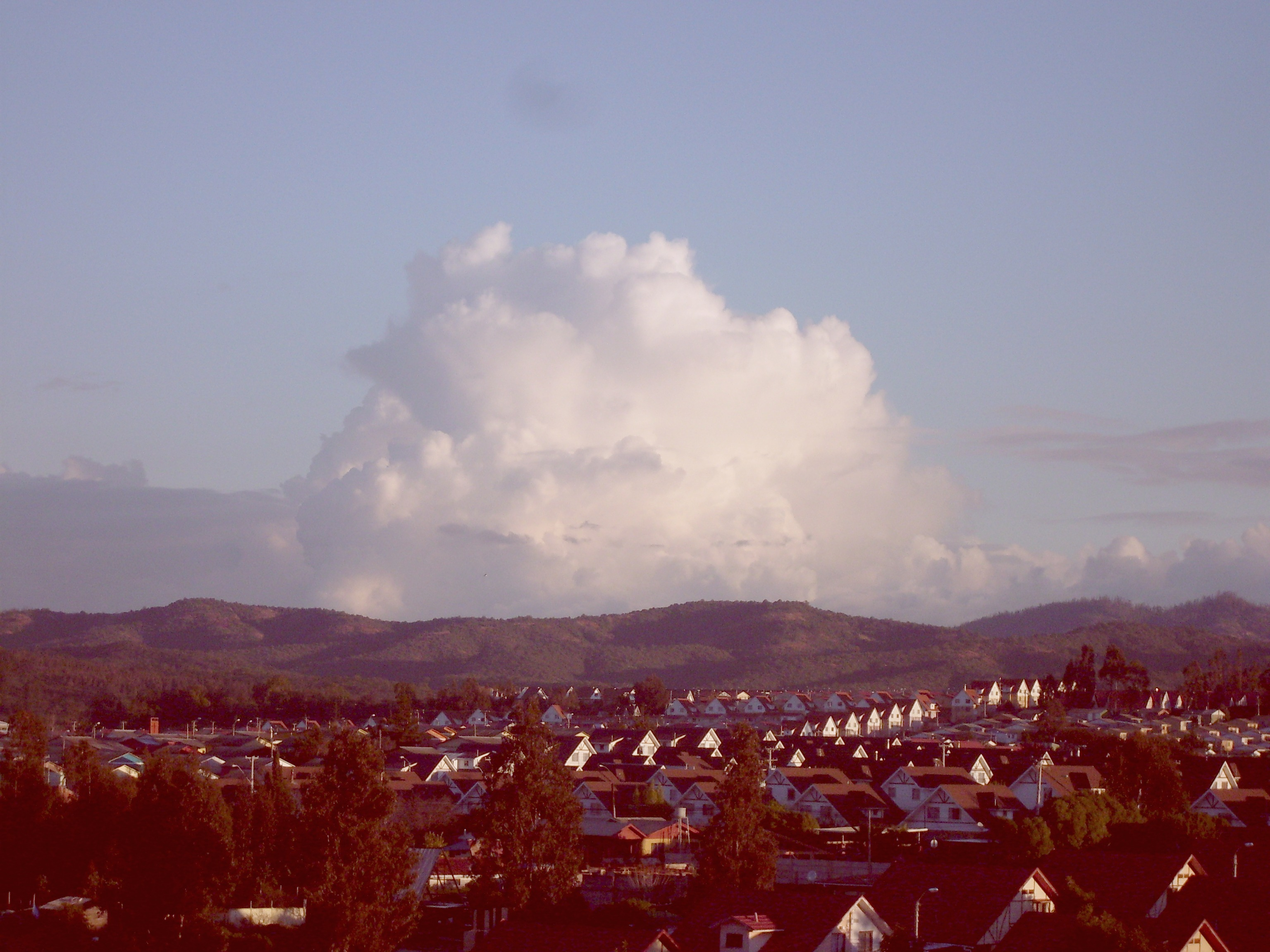
Los Pinos, settore della provincia di Marga Marga caratterizzato da elevata biodiversità, oggi preda di uno sviluppo urbano indiscriminato.
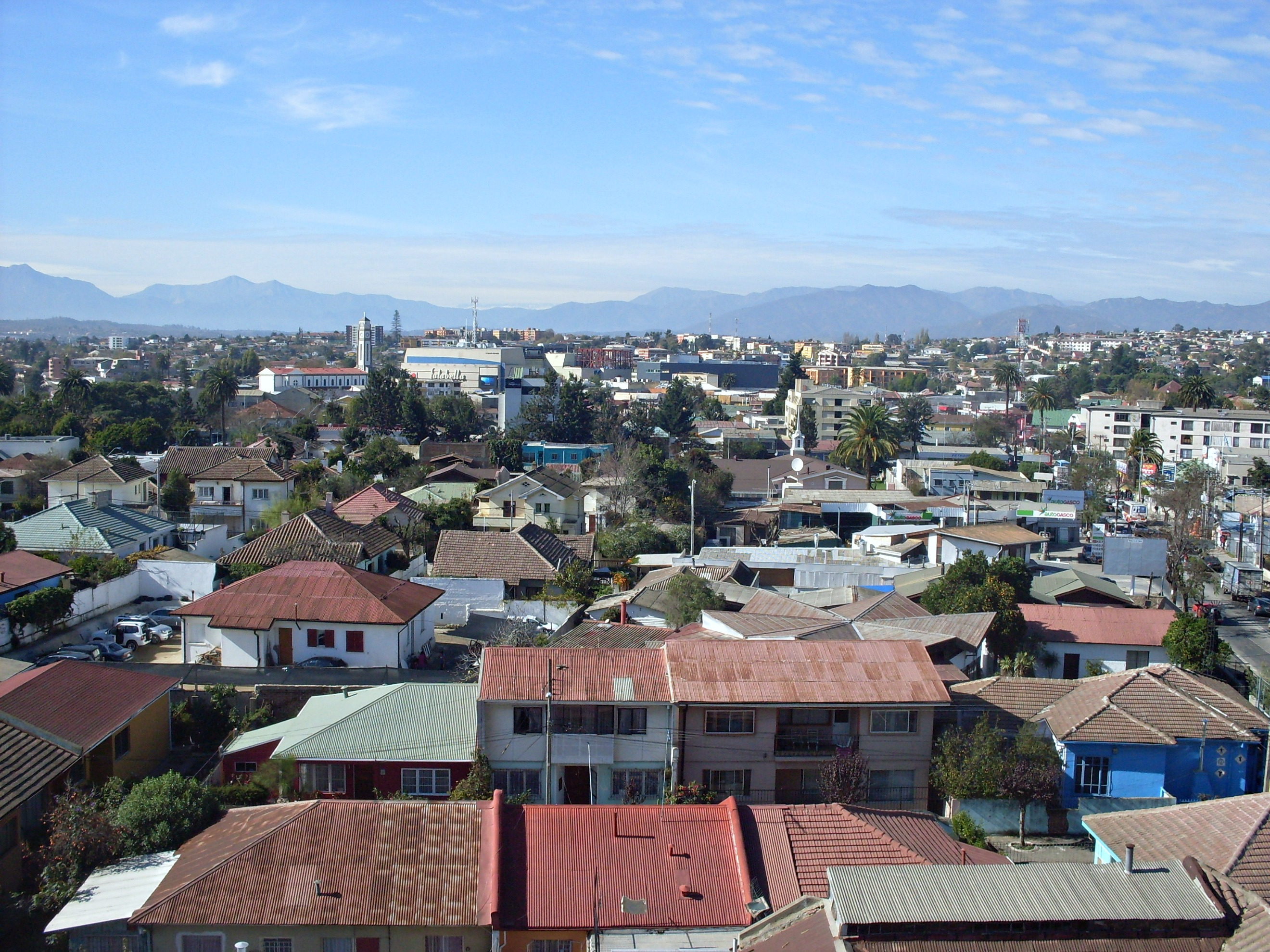
Panoramica del centro di Quilpué.
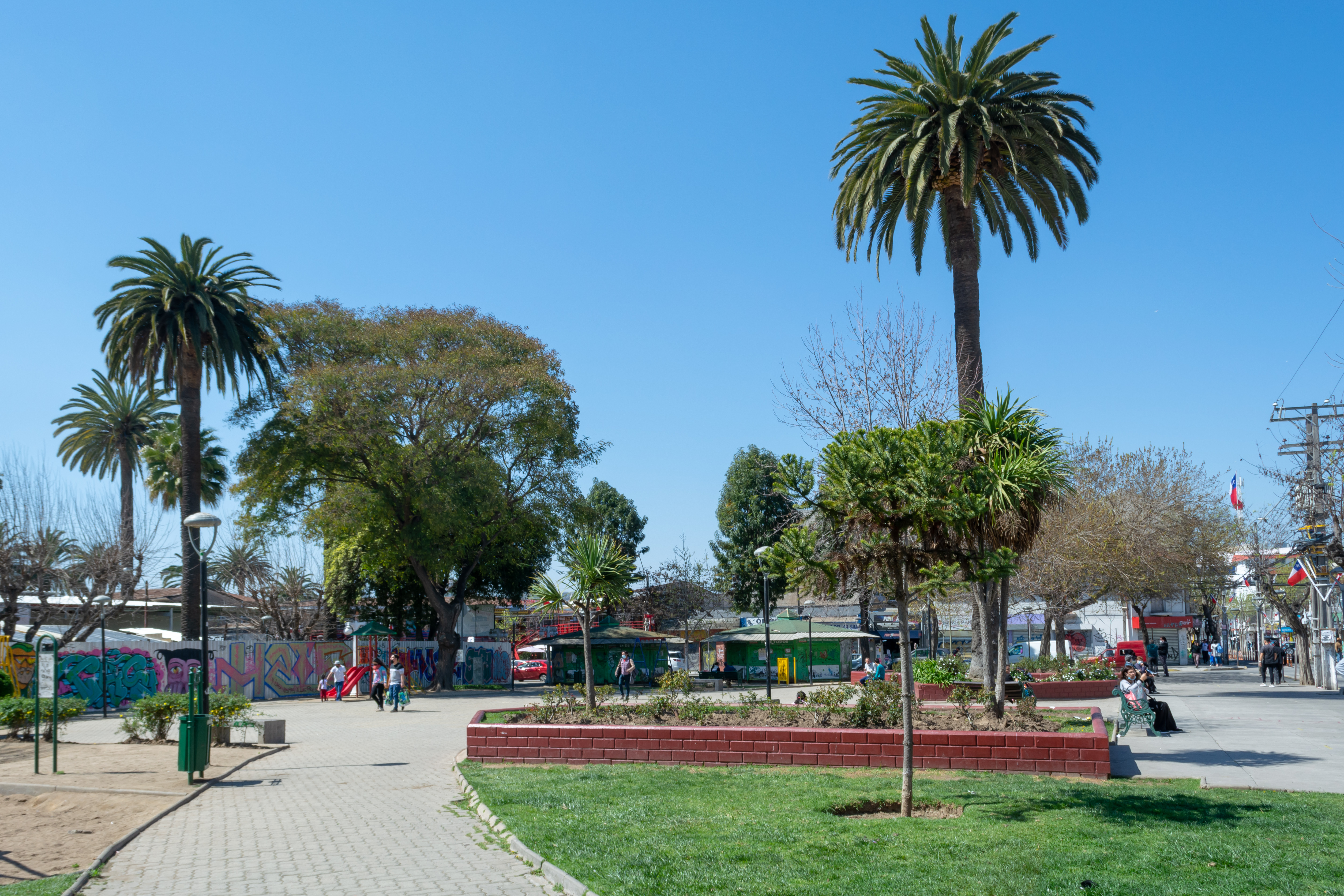
Piazza Eugenio Rengifo Bacelli, parco comunale al centro di Quilpué.
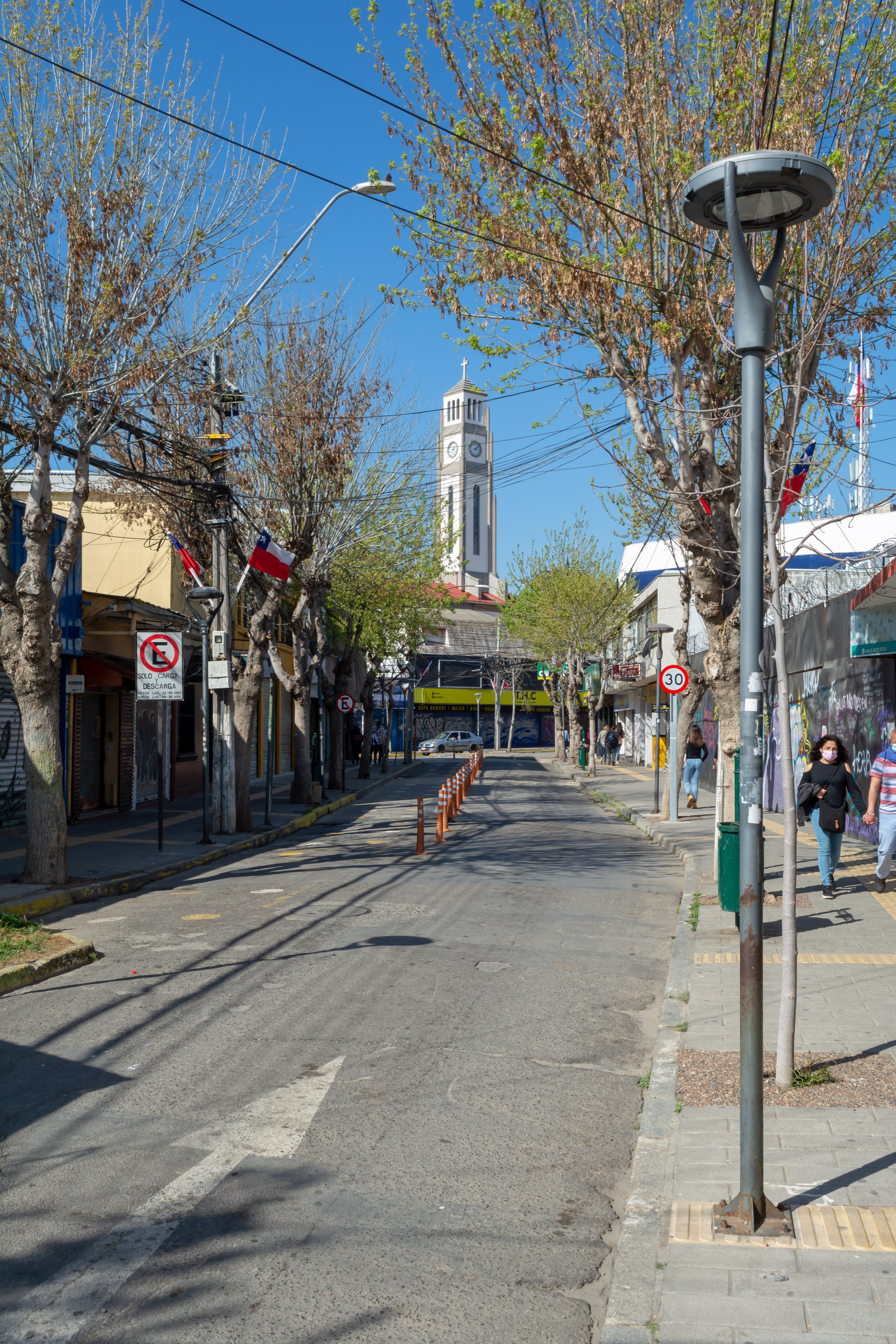
La strada Andrés Bello, una via del centro di Quilpué.
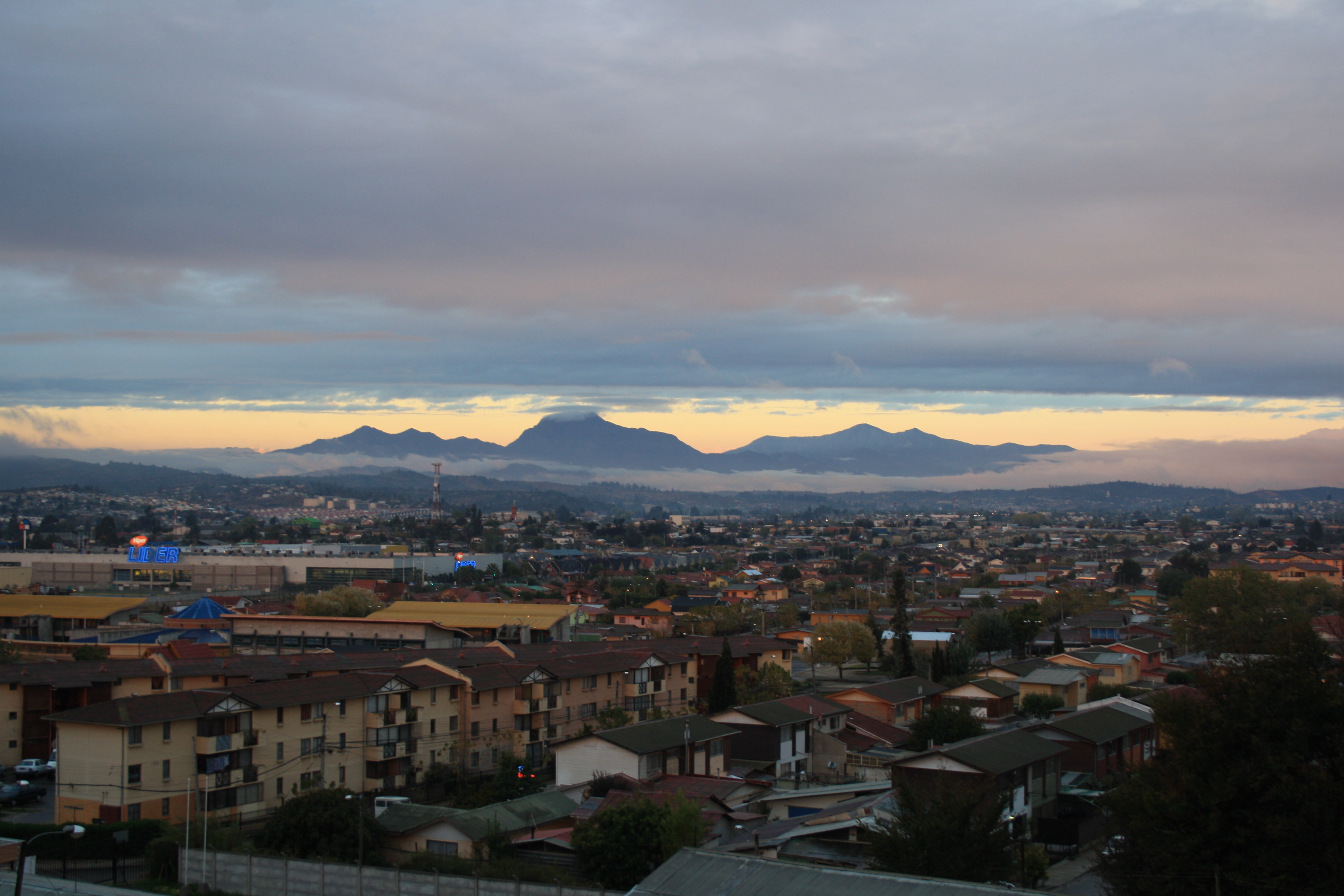
Area periferica di Quilpué ai piedi della Cordigliera della Costa: sullo sfondo si apprezza il monte La Campana (1910 m).